# Refuge Albert Deffeyes
Le refuge Albert Deffeyes se trouve dans le vallon de La Thuile, qui remonte du village de Pré-Saint-Didier jusqu’au col du Petit-Saint-Bernard, le long de la Doire du Verney, dans les Alpes grées italiennes.

## Histoire
Il a été bâti en 1953 et dédié à l'homme politique valdôtain Albert Deffeyes.

## Caractéristiques et informations
Le refuge se trouve aux pieds de la Tête du Ruitor et du glacier du même nom, dans une cuvette avec beaucoup de lacs alpins. Il s’inscrit dans la Haute Route de la Vallée d’Aoste N°2, un parcours de randonnée en haute montagne.

## Accès
Du chef-lieu de La Thuile on rejoint le hameau de La Joux, à 1 607 mètres, où se trouve le départ du sentier. On peut rejoindre le refuge en 2 heures et demie. Le long du parcours on voit les trois cascades du Rutor, très suggestives.

## Ascensions
- Tête du Ruitor - 3 486 mètres

## Traversées
- Refuge des Anges au Morion - 2 912 mètres